# Casa Pagès-Bassols
La Casa Pagès-Bassols és un edifici situada al nord-est de la Rambla de Figueres (Alt Empordà), catalogat com a bé cultural d'interès local.

## Història
En aquest indret hi havia l'antic casal dels Vilallonga, que a les dècades del 1910 i inicis de la del 1920 va allotjar l'escola dels Maristes.
El 1928, l'adroguer figuerenc Josep Maria Pagès i Bassols (1885-1979), descendent d'aquesta família per via materna, hi va endegar la construcció d'una nova residència. El projecte original dels arquitectes Raimon Duran i Reynals i Pelai Martínez estava influït per l'ús de la terracota que n'havia proposat Adolf Florensa per a l'Exposició Internacional de Barcelona. Finalment, aquest va ser substituïda per estuc, la qual cosa va proporcionar a l'edifici la fesomia que el caracteritza. Acabat el 1929, va ser premiat per la Cambra de la Propietat Urbana de la província de Girona.

## Descripció
L'ordenació de la façana destaca per l'acurada simetria dels elements de què es compon, tant a la planta baixa com en els altres tres nivells. Així, la planta baixa presenta tres grans portalades d'accés, que reprodueixen les mateixes motllures decoratives en l'emmarcament.
La central, d'accés a l'edifici, és de dimensions lleugerament inferiors a les altres dues, que es destinen a locals comercials. Al primer pis s'hi disposa una gran tribuna central de planta mixtilínia que exhibeix pilastres estriades, capitells corintis i entaulament. A banda i banda, hi ha balcons amb balustres als quals s'accedeix des de finestrals de generoses dimensions, resolts amb arcs de mig punt.
Al segon i tercer pis s'obren quatre finestrals en cadascun, amb terrassa amb barana de ferro forjat als dels extrems, a excepció dels dos centrals del segon pis, que s'obren al sostre de la tribuna. El recobriment de la façana presenta diferents solucions decoratives.
La planta baixa es cobreix amb aplacat de pedra ben escairada, mentre els pisos superiors hi ha un estuc que imita un carreuat. La cornisa està força desenvolupada; en primer lloc, n'hi ha una de discreta, motllurada, sobre la qual s'obren quatre respiralls circulars. Al damunt, n'hi ha una altra de més potent, esglaonada, que incorpora diferents motius ornamentals.